# Guy Guillabert
Guy René Jacques Guillabert (* 28. Januar 1931 in Villefranche-d’Albigeois; † 4. September 2009 in Châtellerault) war ein französischer Ruderer. Er gewann eine Bronzemedaille bei den Olympischen Spielen 1956.

## Sportliche Karriere
Guy Guillabert ruderte für die US Metro in Paris.
Bei den Olympischen Spielen 1956 in Melbourne startete Guillabert zusammen mit René Guissart, Yves Delacour und Gaston Mercier  im Vierer ohne Steuermann. Die Franzosen unterlagen im Vorlauf dem Boot aus den Vereinigten Staaten und qualifizierten sich über den Hoffnungslauf für das Halbfinale. Im Halbfinale qualifizierten sich die ersten beiden Boote aus beiden Läufen für das Finale, aus dem ersten Halbfinale setzten sich Kanadier und Franzosen, aus dem zweiten Halbfinale US-Amerikaner und Italiener durch. Im Finale siegten die Kanadier mit fast zehn Sekunden Vorsprung vor dem US-Boot, zweieinhalb Sekunden dahinter gewannen die Franzosen die Bronzemedaille vor den italienischen Europameistern des Jahres 1956.